# Venezillo pongolae
Venezillo pongolae là một loài chân đều trong họ Armadillidae. Loài này được Barnard miêu tả khoa học năm 1937.